# Orodes II
Orodes II – król Partii z dynastii Arsacydów. Panował w latach od 57 do 38 lub 37 r. p.n.e. Objął tron po pokonaniu, uwięzieniu i zabiciu swojego brata Mitrydatesa III, któremu wcześniej pomógł zabić ich ojca – Fraatesa III.
Po pokonaniu brata, Orodes stanął w obliczu zagrożenia ze strony Rzymu. Rzymski triumwir Marek Licyniusz Krassus, który marzył o podbojach na Wschodzie, nadciągnął ze swoją armią, sprzymierzając się z królem Armenii Artawazdesem II. Orodes podzielił swoją armię, sam udając się do Armenii w celu spacyfikowania Artawazdesa, a odparcie Rzymian powierzając swojemu generałowi z rodu Suren. Suren pokonał Krassusa w bitwie pod Carrhae.
Druzgocząca porażka Rzymian, przekreśliła ich nadzieje na szybki podbój Partii. Znacząca część Bliskiego Wschodu, znalazła się pod wpływami Orodesa. Starał się iść za ciosem i opanować Syrię, ale z niewielkim skutkiem. Nie było już utalentowanego generała, którego z obawy przed jego rosnącymi wpływami Orodes kazał zabić. Syn Orodesa – Pakorus w 51 r. p.n.e. został pokonany przez rzymskie wojska w bitwie w górach Amanu.
Korzystając z wojny domowej w Rzymie, w 40 r. p.n.e., wojska partyjskie, pod dowództwem Pakorusa, wspieranego przez uciekiniera z Rzymu – Kwintusa Labienusa syna Tytusa Labienusa, zajęły znaczną część rzymskiej Syrii oraz Azji Mniejszej, odnosząc sukces m.in. w bitwie pod Apameą.

Tymczasem w Jerozolimie Partowie rzucili się na rabunek, wdzierając się do domów opuszczonych przez zbiegłych mieszkańców i do pałacu królewskiego, nietkniętym pozostawiając jedynie mienie Hirkana (było tego nie więcej jak trzysta talentów. Gdzie indziej też nie obłowili się, tak jak się spodziewali. Herod bowiem, od dawna żywiąc nieufność do wiarołomnych barbarzyńców, najcenniejsze kosztowności swoje już przedtem wywiózł...

Marek Antoniusz wysłał przeciwko nim legiony weteranów pod wodzą Wentydiusza. W bitwie pod Amanus, w 39 r. p.n.e. Rzymianie pobili Partów pod wodzą Pranapatesa, który zginął. Rok później pod górą Gindaros Wentydiusz zwyciężył Partów pod wodzą Pakorusa, który również poniósł śmierć.
Orodes, złamany śmiercią swojego ulubieńca Pakorusa, którego w latach 39–38 p.n.e. prawdopodobnie dopuszczał do współrządzenia, abdykował w 38 r. p.n.e. na rzecz innego ze swoich synów – Fraatesa. Fraates IV "odwdzięczył się", mordując ojca, resztę swoich braci oraz ich rodziny.
Do osiągnięć Orodesa należy wzmocnienie centralnej kontroli nad prowincjami królestwa.
Inne transkrypcje imienia Orodes – Hyrodes